# Galitzkya macrocarpa
Galitzkya macrocarpa är en korsblommig växtart som först beskrevs av Ikonn.-gal., och fick sitt nu gällande namn av Vera Viktorovna Botschantzeva. Galitzkya macrocarpa ingår i släktet Galitzkya och familjen korsblommiga växter. Inga underarter finns listade i Catalogue of Life.